# Agave parrasana
Agave parrasana är en sparrisväxtart som beskrevs av Alwin Berger. Agave parrasana ingår i släktet Agave och familjen sparrisväxter. Inga underarter finns listade i Catalogue of Life.

## Bildgalleri

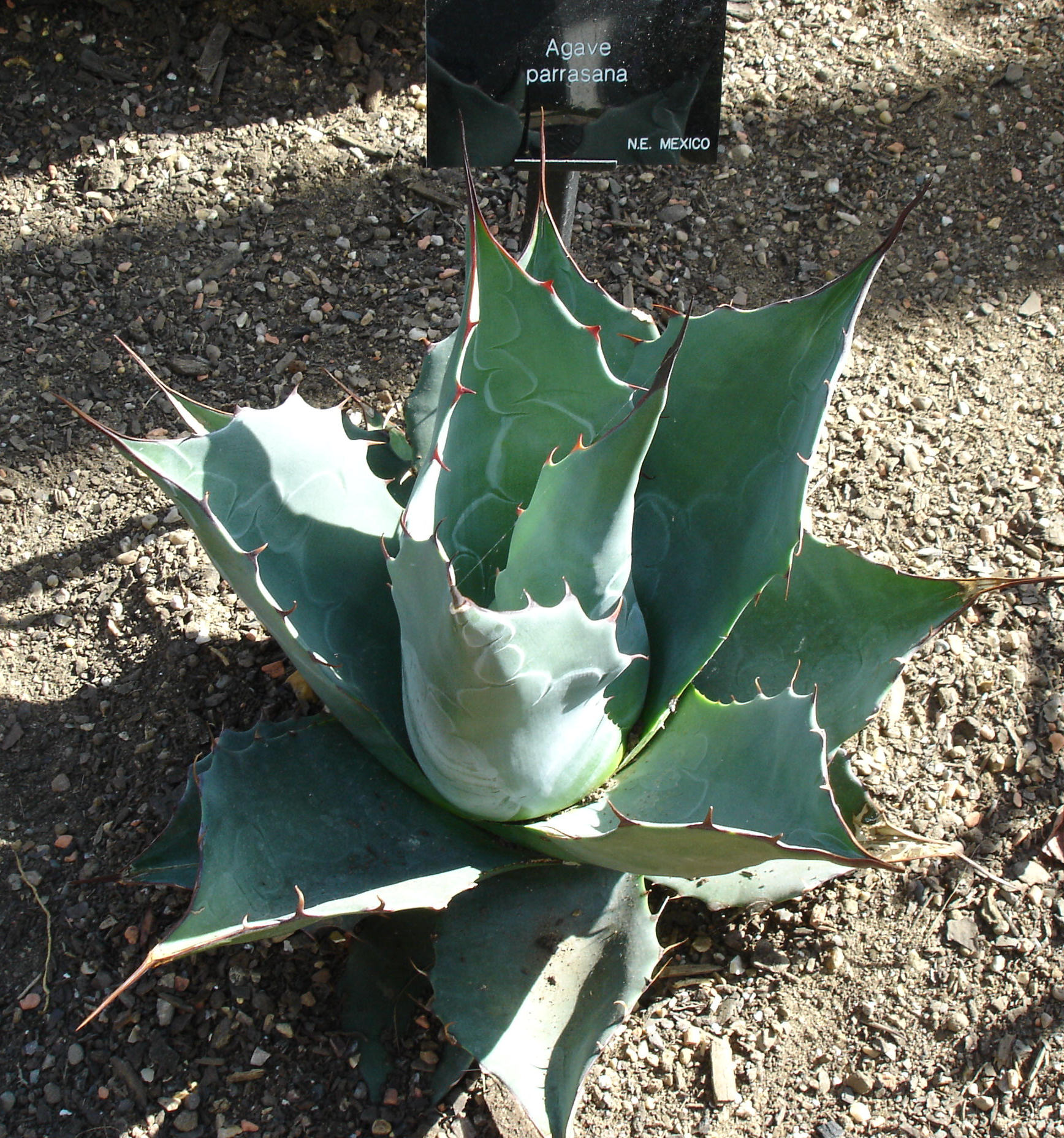
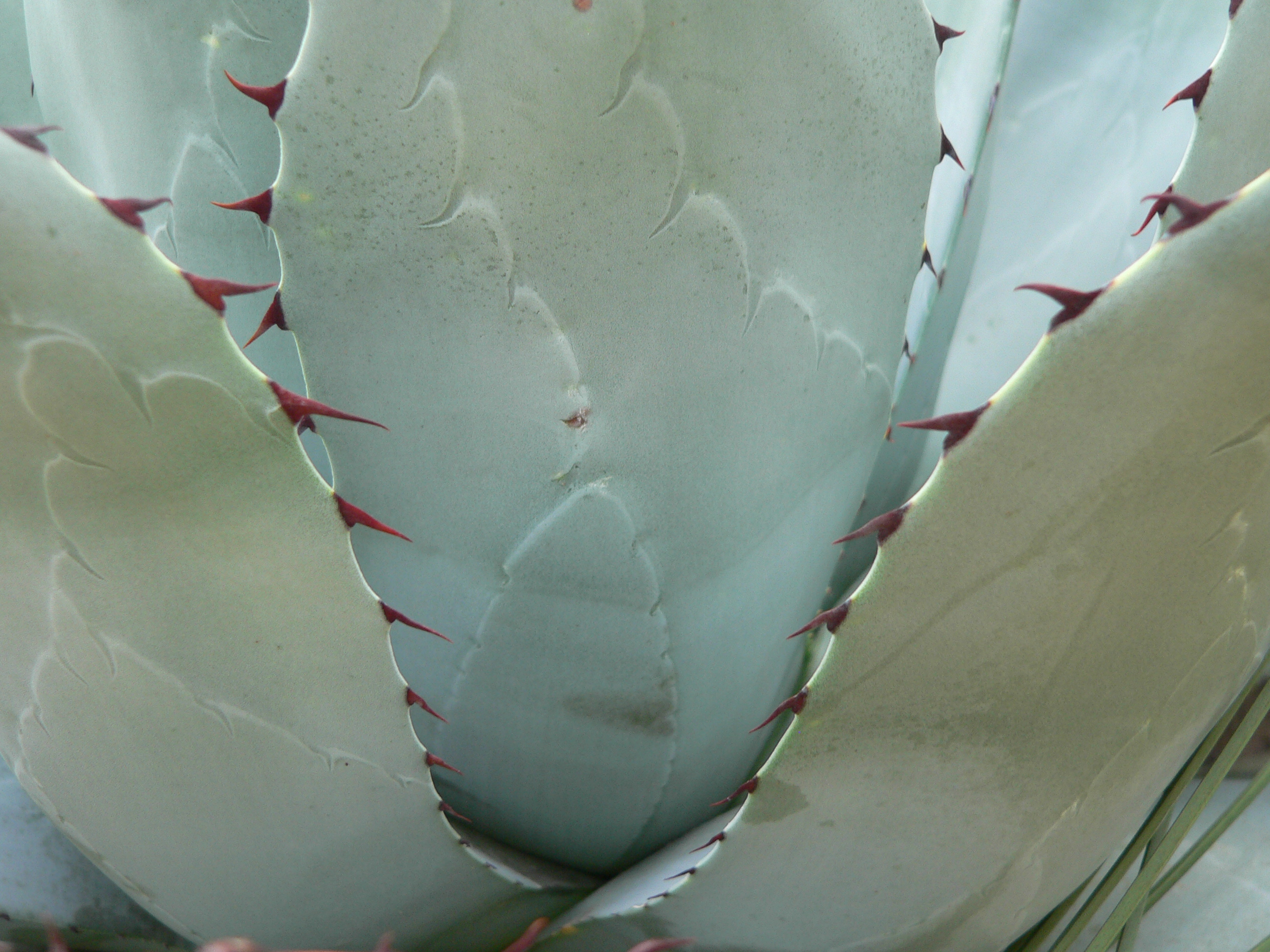
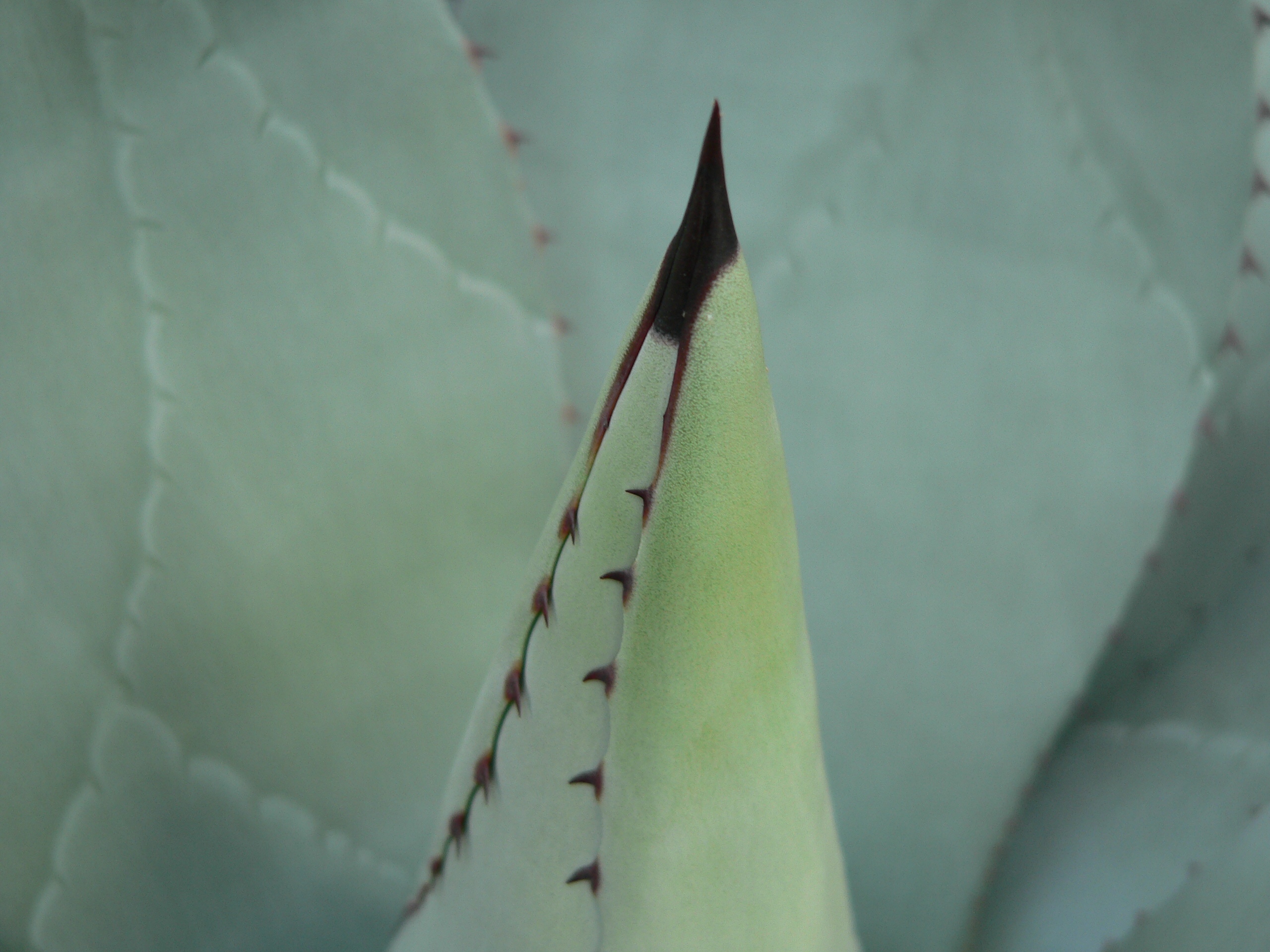
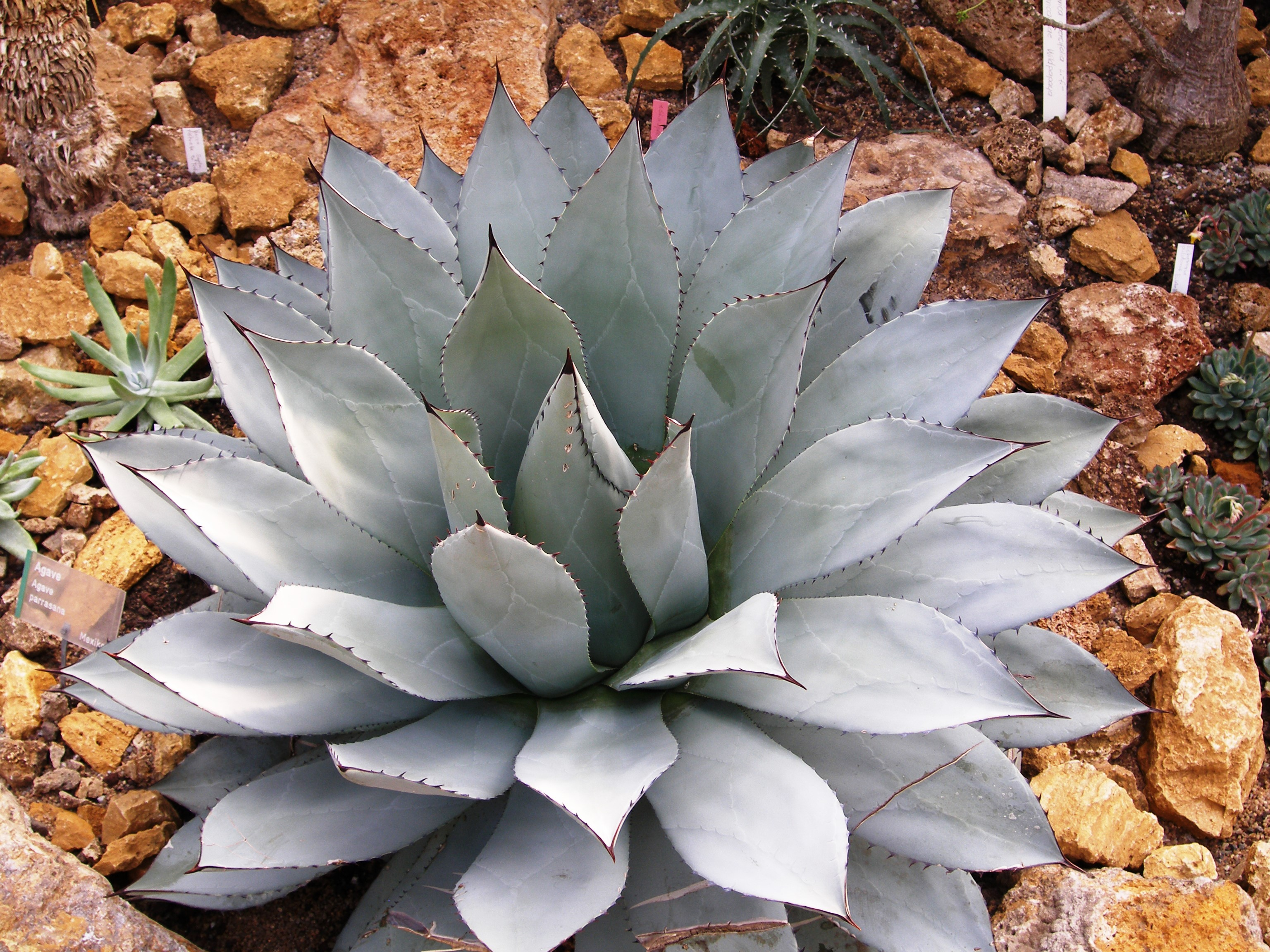
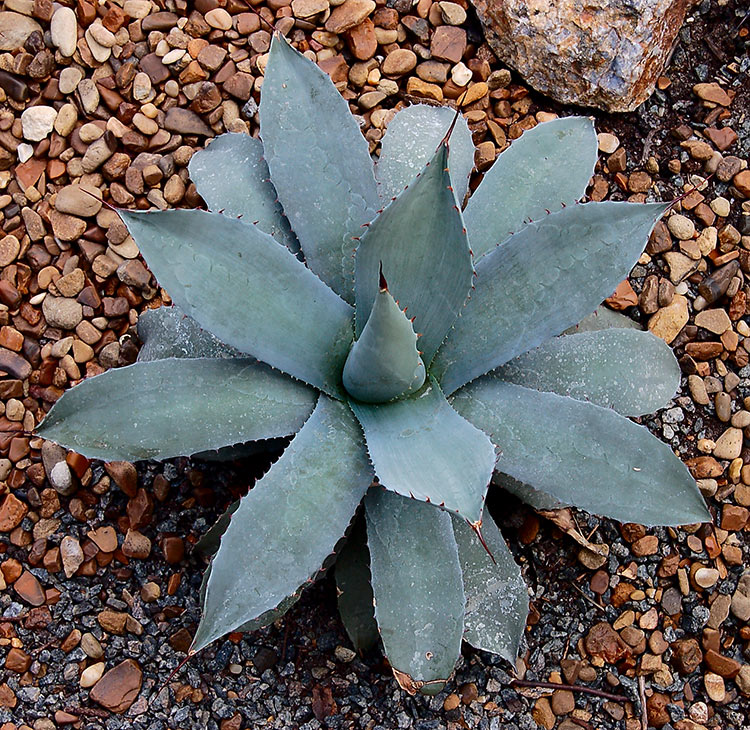
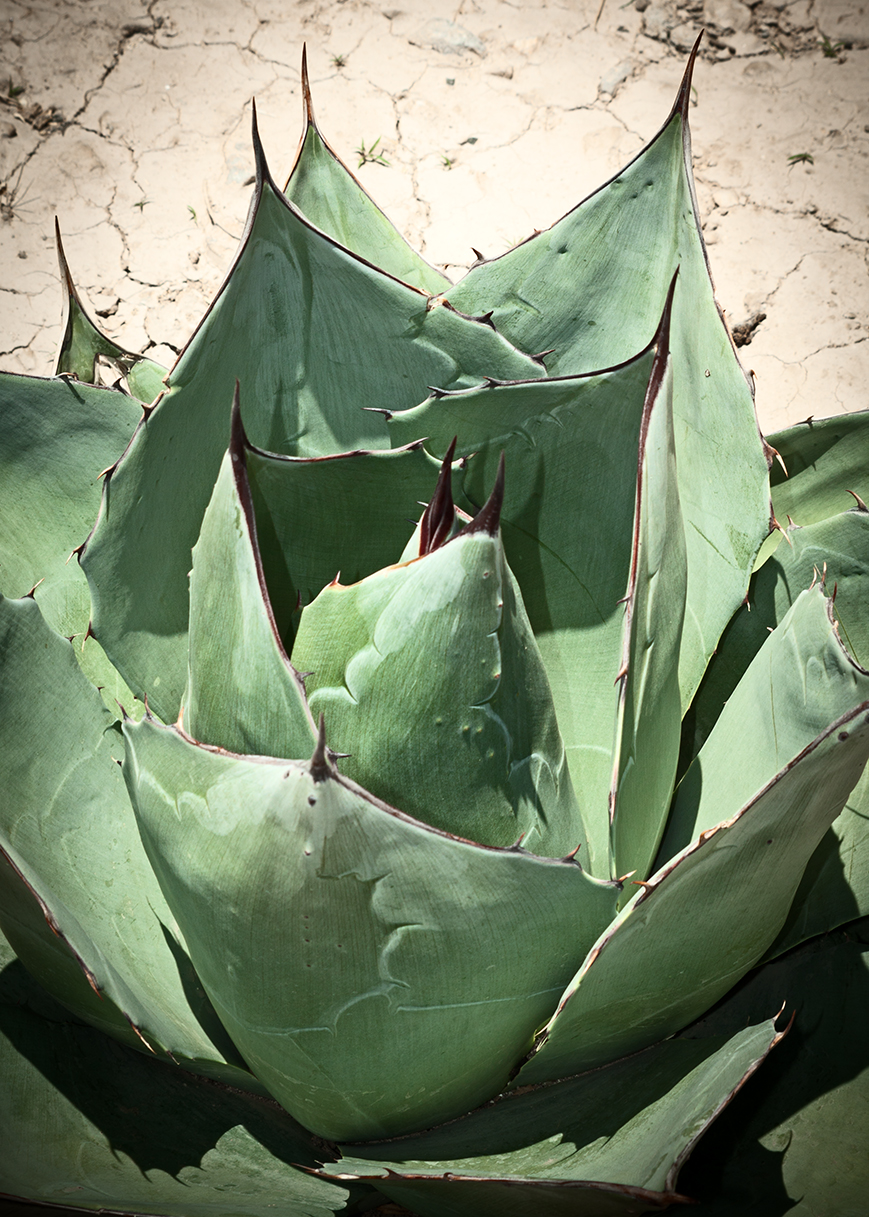